# Gion-Matsuri

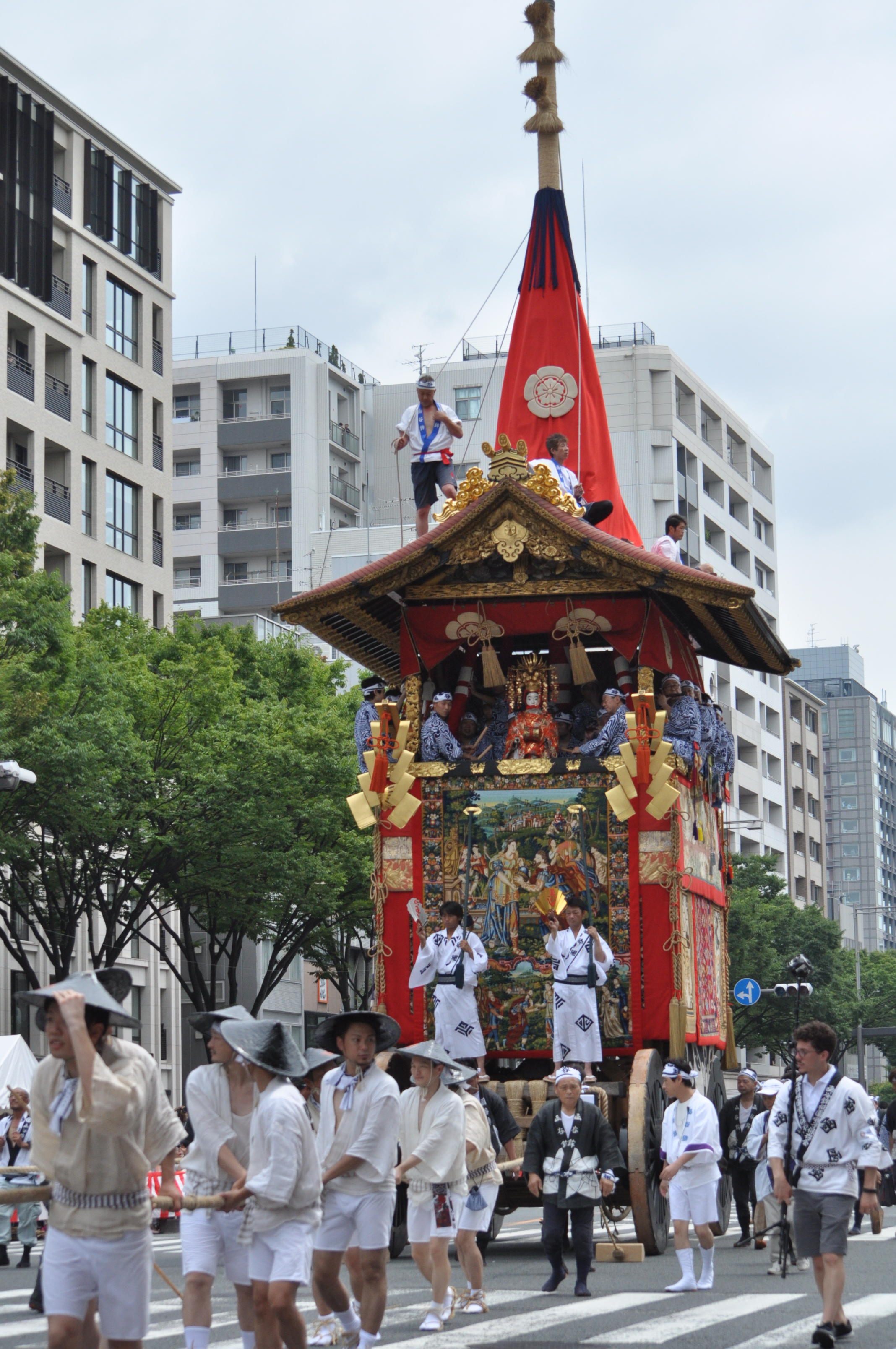
Prunkwagen unterwegs

Das Gion-Matsuri (japanisch 祇園祭) wird jährlich vom 1. bis 31. Juli in Kyōto gefeiert. Das Fest ist bekannt für die Parade der hohen, künstlerisch gestalteten Prunkwagen und der großen tragbaren Schreine.

## Das Fest
Das Gion-Matsuri gehört neben dem Kanda-Matsuri in Tōkyō und das Tenjin-Matsuri in Osaka zu den „Drei großen Matsuri Japans“ und ist unter diesen das größte und unterhaltsamste. Es findet im ganzen Juli statt, so, wie die Feierlichkeiten am Yasaka-Schrein (Gion-Schrein).
Die Höhepunkte finden am 17. Juli (Erster Festtag – 前祭 saki [no] matsuri) und eine Woche später am 24. Juli (Zweiter Festtag – 後祭 ato [no] matsuri) statt. Am 17. Juli kann man 9 Prunkwagen und 14 tragbare Schreine bewundern, am 24. Juli einen Prunkwagen und 9 Schreine, von denen drei Prunkwagengröße haben. Manche Häuser entlang der Prozessionsroute sind an bestimmten Tagen für das allgemeine Publikum geöffnet, Stellschirme und andere Schätze, die über Generationen weitergereicht wurden, können dann bewundert werden. Dies wird auch als „Stellschirm-Fest“ (屏風祭 byōbu matsuri) bezeichnet.
Der Ursprung: Als Kyōto die Hauptstadt Japans war, wurde im Jahr 869 das ganze Land von einer Seuche heimgesucht. Der Kaiser schickte daraufhin einen Boten zum Yasaka-Schrein, der für das baldige Ende der Plage beten sollte. Weiter wurde dem Schrein befohlen, 66 Lanzen aufzustellen, die die 66 Provinzen Japans repräsentieren sollten. Man glaubte, dass der Bruder der Sonnengöttin Amaterasu im Gion-Schrein, dem alten Namen für den Yasaka-Schrein, seine letzte Ruhe gefunden hat und dass sein Geist auf die heiligen Wagen des Schreins übergegangen ist. Versehen mit diesem Geist nahm man an, dass diese Wagen auch die Pest bekämpfen können. Sie wurden daher von jungen Männern in die Mitte der Stadt gezogen, und die Plage verschwand tatsächlich. Die Bewohner von Kyōto beschlossen im Jahr 970, diese Parade der Wagen jährlich durchzuführen. Jedoch gab es aufgrund des Ōnin-Kriegs und seiner Folgen eine lange, 33-jährige Unterbrechung bis zum Jahr 1500.
In den friedlichen Jahren der Tokugawa-Zeit wurden die Wagen größer und sehr dekorativ ausgestaltet. Man nahm bei der Gestaltung auch Einflüsse aus China, Persien, dem alten Korea, ja auch aus den Niederlanden und Frankreich auf.

## Ablauf
Das Gion-Matsuri dauert den ganzen Juli, wobei sich größere und kleinere Darbietungen abwechseln. Die wichtigsten sind:
- 2. Juli: Kujitori-shiki (久慈取式). An dem Tag wird über Lose die Reihenfolge der Wagen bestimmt.
- 10. Juli, abends: Omukae Chōchin (お迎え提灯). Die Schreine werden mit Laternen begrüßt, die an hohen Stangen hängen.
- 10. Juli: Mikoshi-Arai (神輿洗). Der Hauptwagen des Yasaka-Schreins wird undekoriert zum Fluss Kamo-gawa gebracht und gereinigt.
- 14. bis 16. Juli: Saki Matsuri Yoiyama (前祭宵山). Die Prunkwagen des Ersten Umzuges sind zu besichtigen, abends sind sie beleuchtet.
- 17. Juli, 9 Uhr: Saki Matsuri Yamahoko Junkō (前祭山鉾巡行). Die 23 Prunkwagen und Schreine des Ersten Umzuges werden unter Sonnenlicht durch die Straßen Shijō, Kawaramachi und Oike gezogen.
- 17. Juli, 16 Uhr: Shinko-sai (神幸祭). Drei heilige Schreine werden von ausgewählten Männern auf den Schultern durch die Stadt getragen.
- 21. bis 23. Juli: Ato Matsuri Yoiyama (後祭宵山). Die 9 Schreine und der Prunkwagen des Zweiten Umzuges sind zu besichtigen.
- 24. Juli, 9:30 Uhr: Ato Matsuri Yamahoko Junkō (山鉾巡行). Die Schreine und der Prunkwagen des Zweiten Umzuges werden durch die Straßen Shijō, Kawaramachi und Oike getragen bzw. gezogen.
- 24. Juli: Hanagasa Junkō (花笠巡行). Umzug der Blumenwagen.
- 28. Juli: Mikoshi-Arai (神輿洗). Rituelle Waschung der tragbaren Schreine.

## Bilder

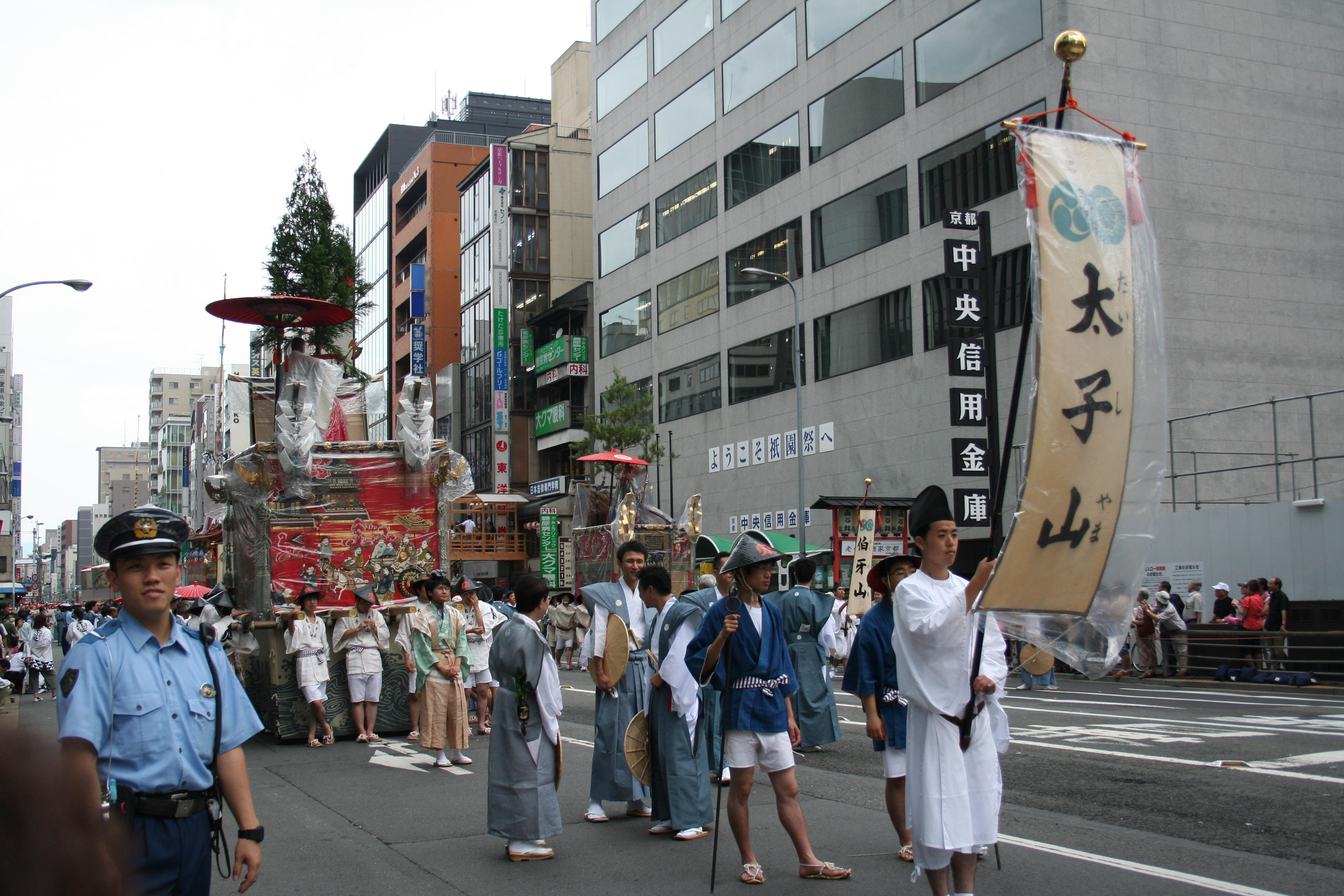
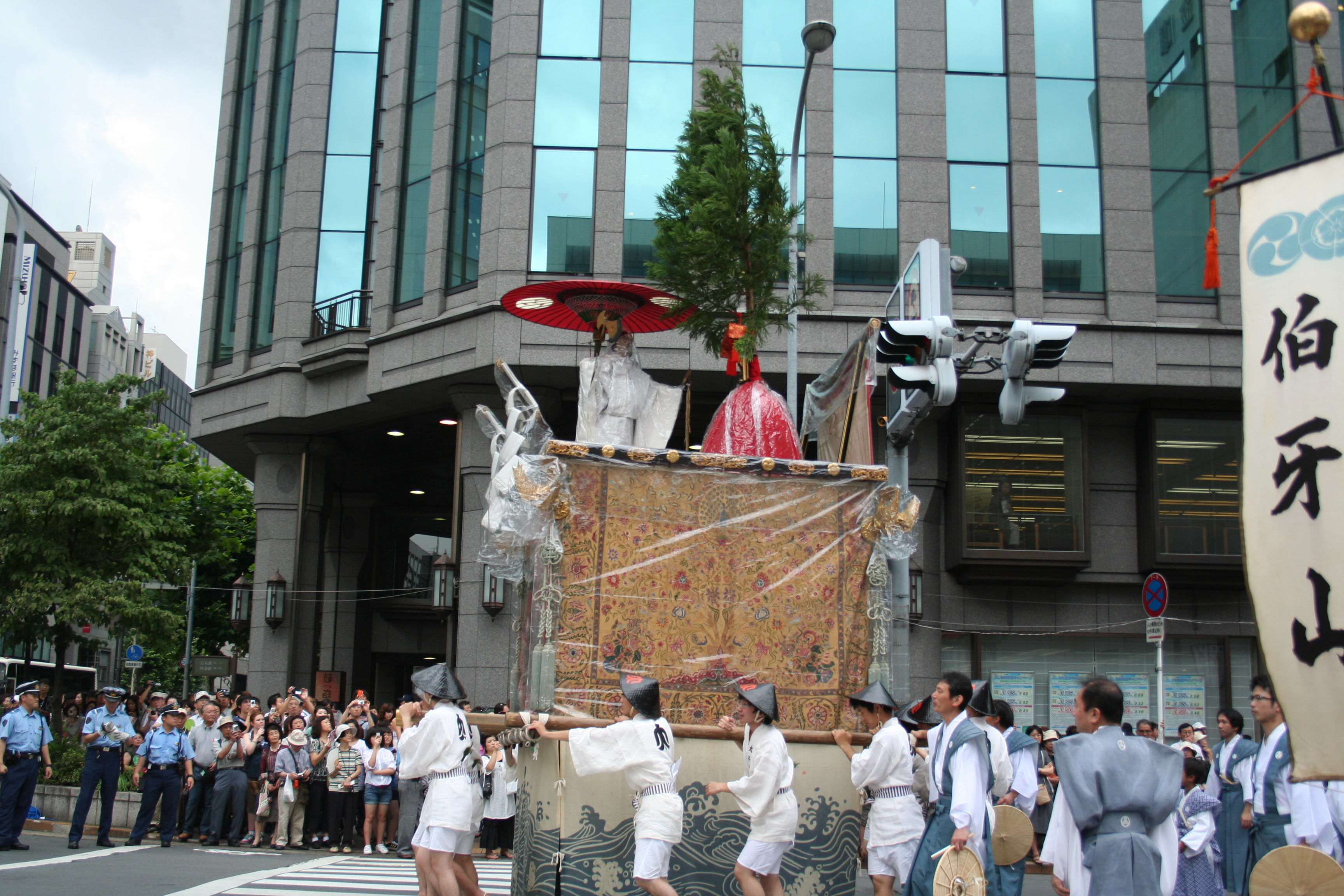
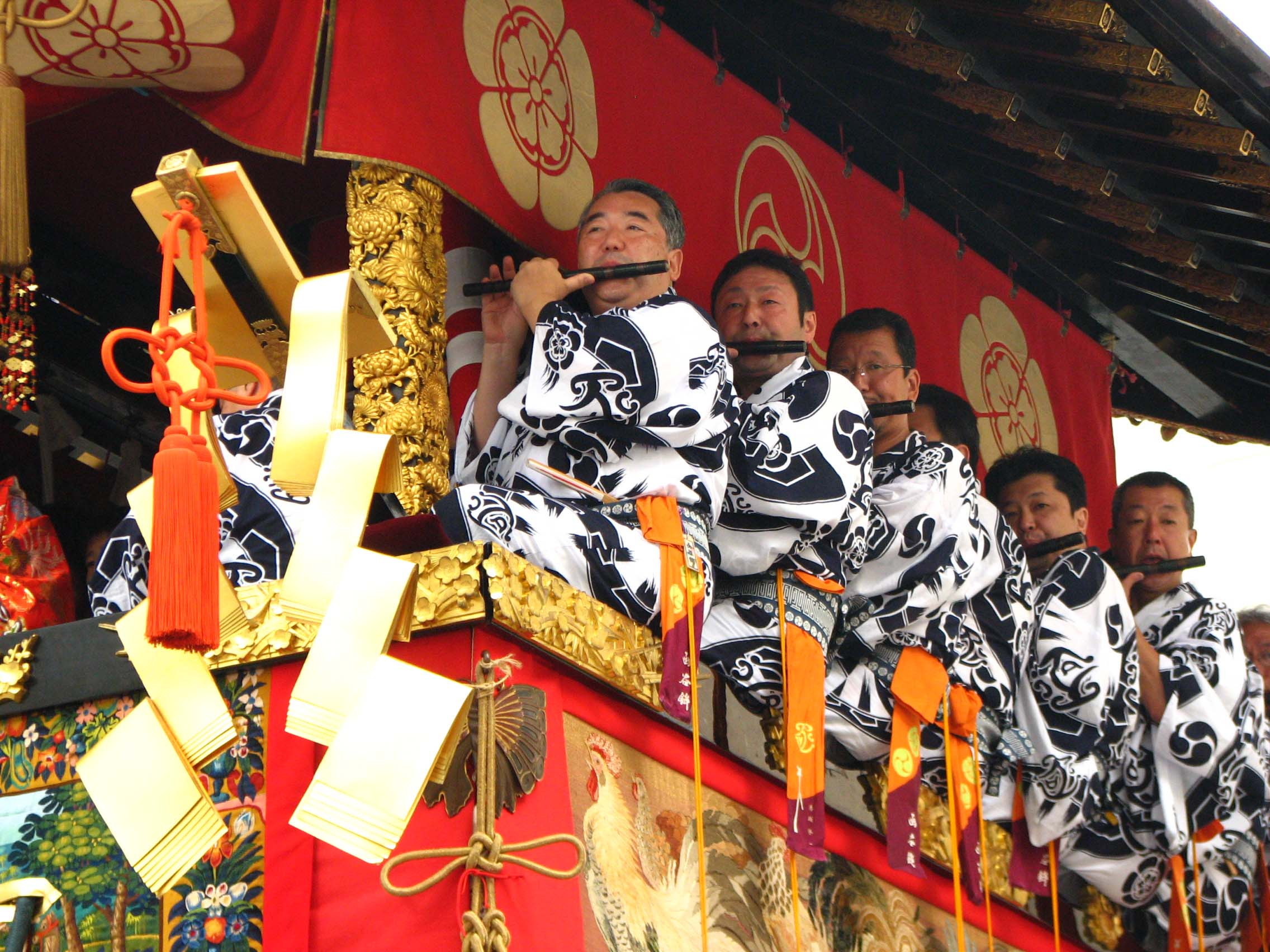
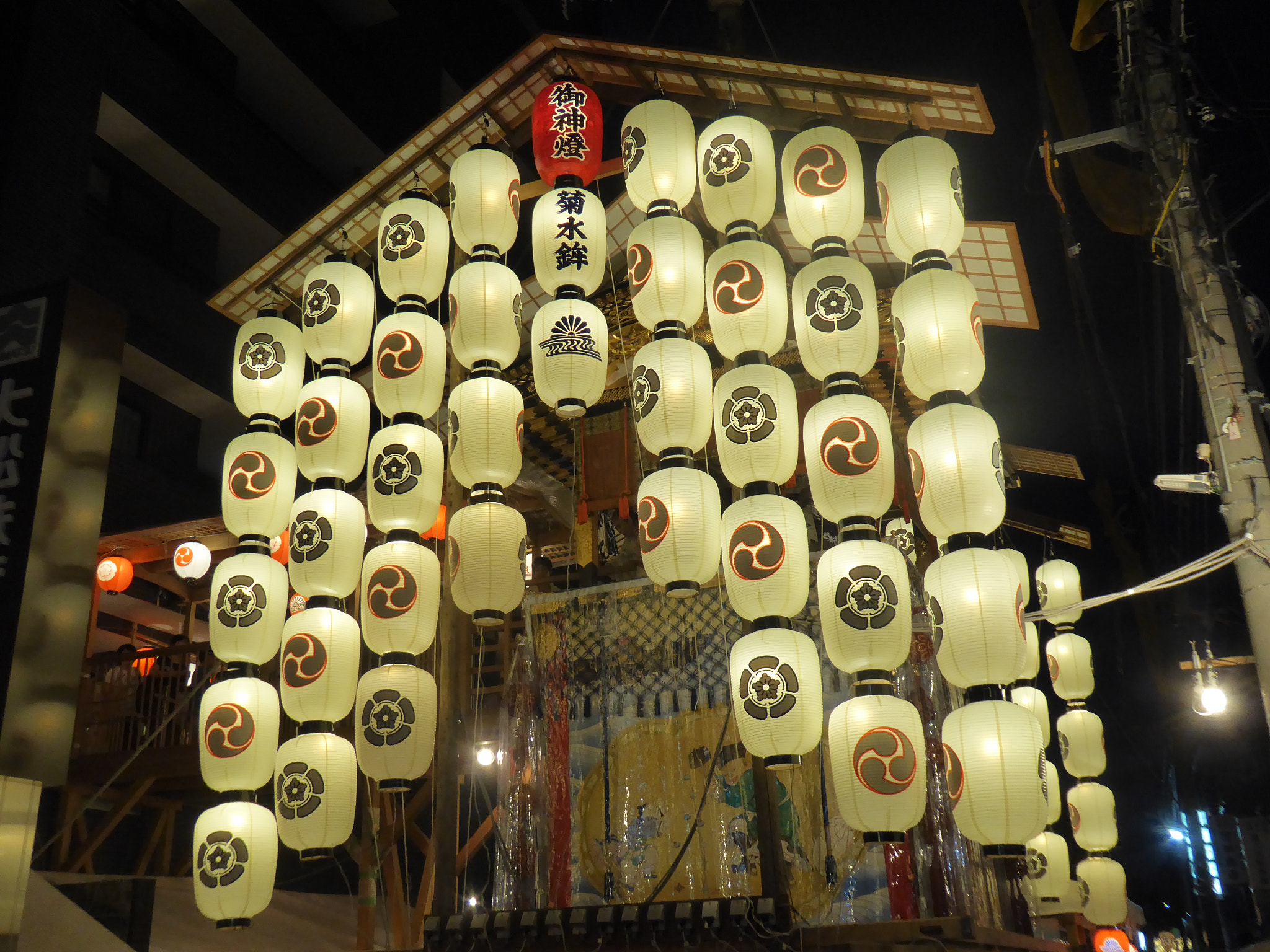
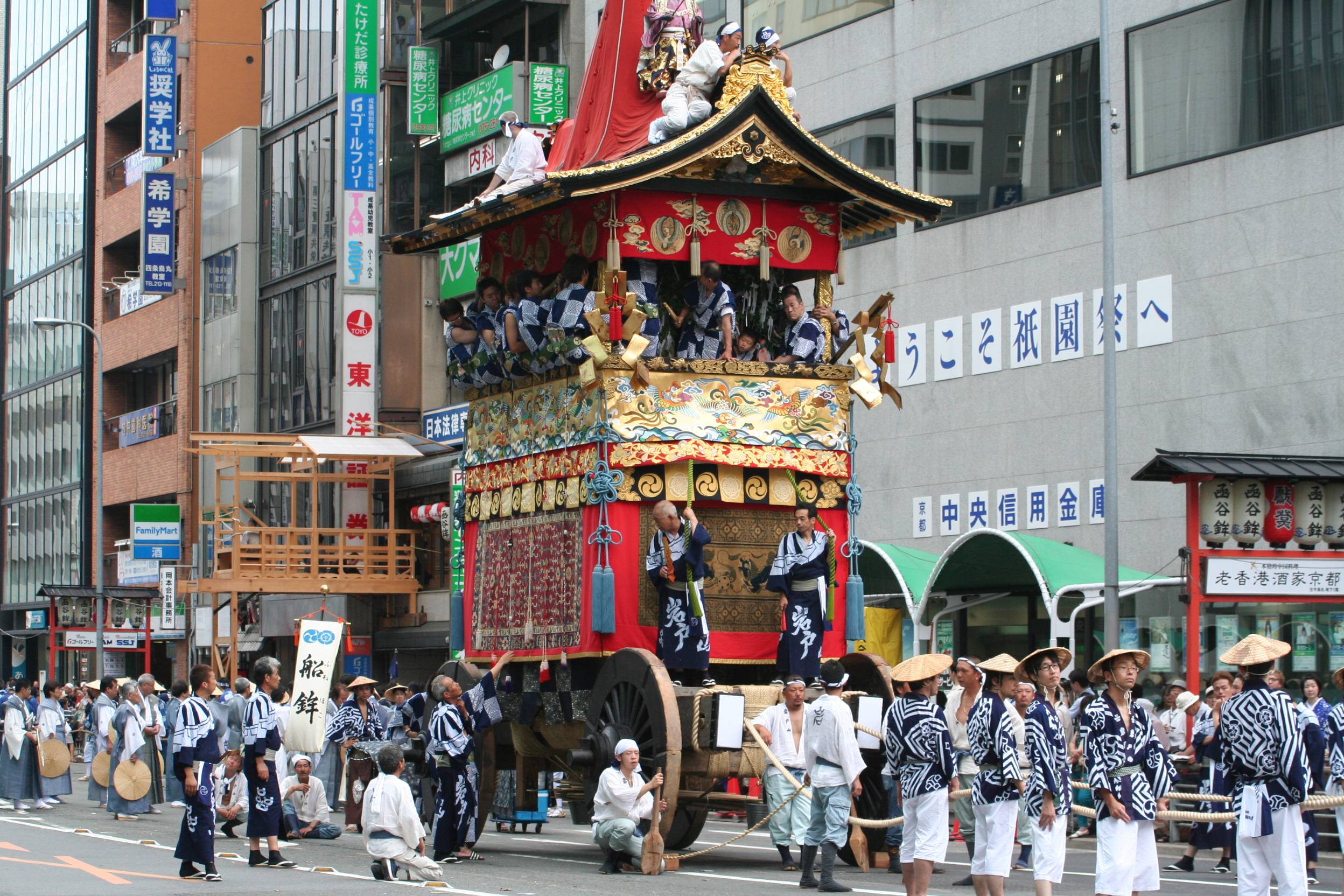
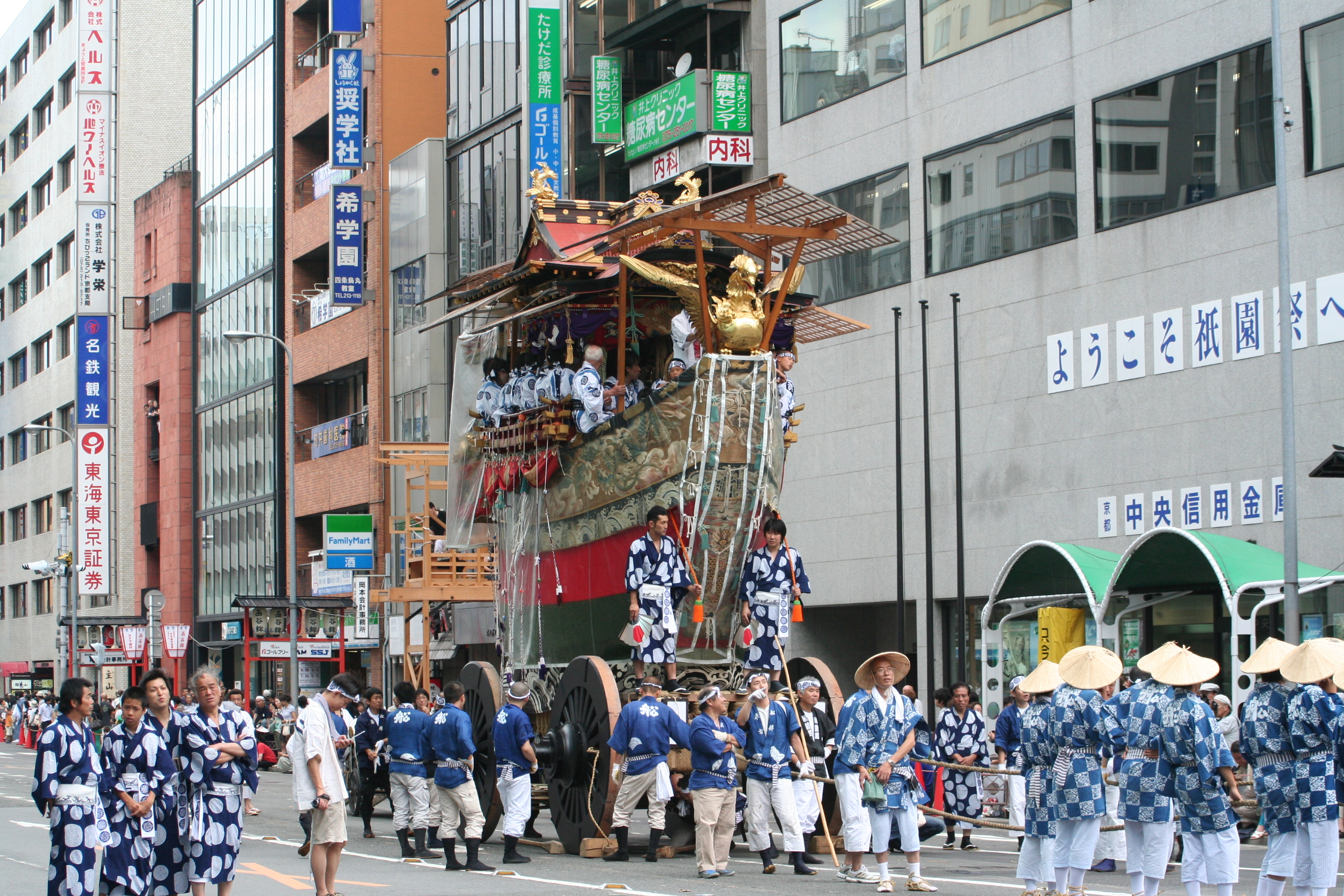
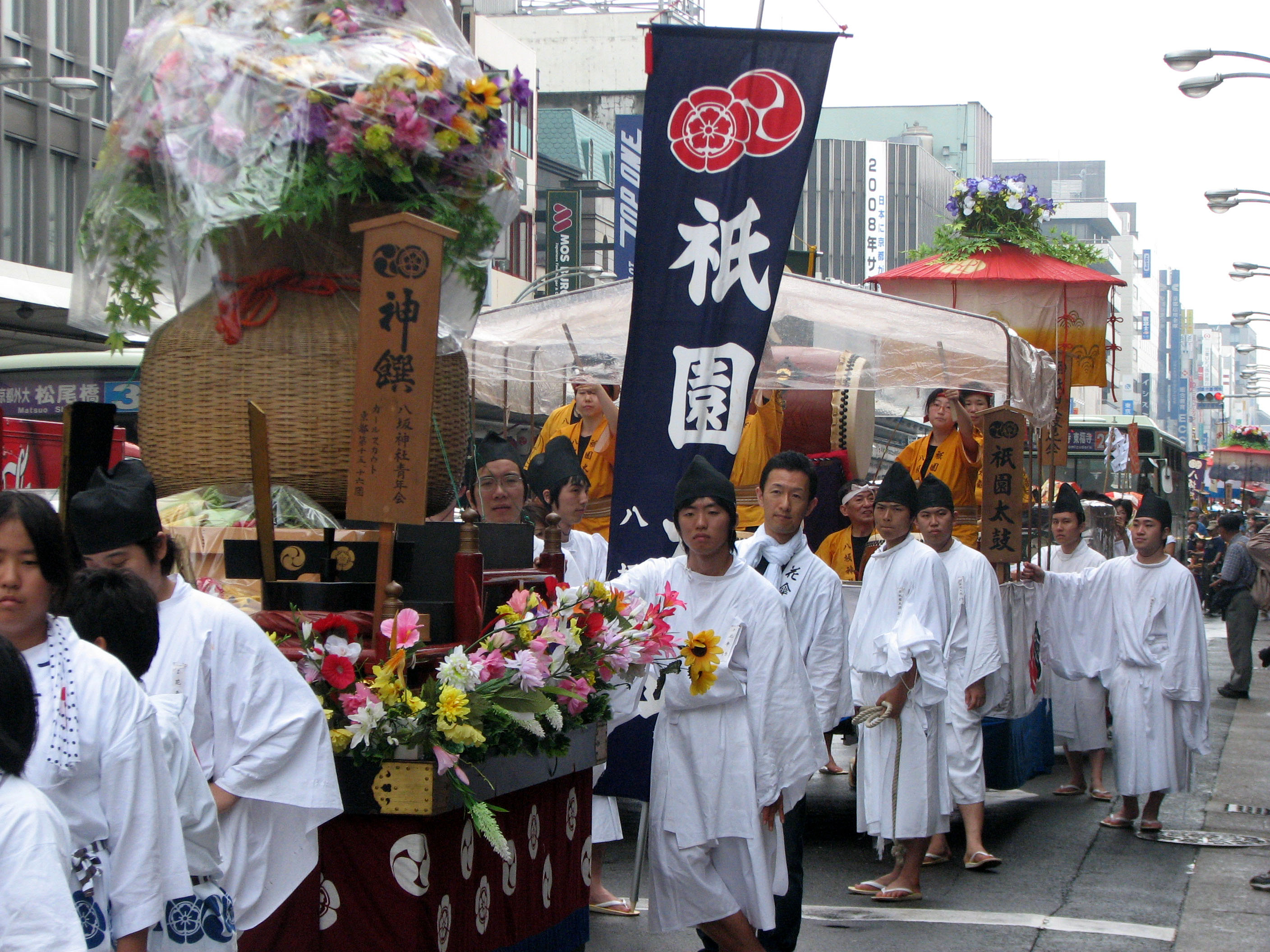

## Prunkwagen und tragbare Schreine (山鉾yamaboko)
Prunkwagen (鉾・曳山 hoko / hikiyama)
- Gewicht: ungefähr 12 Tonnen
- Höhe: 25 m bis zur Spitze, 8 m bis zum Dach des Fahrzeugs
- Räder: Durchmesser etwa 1,9 m
- Dach: ungefähr 4,5 m lang und 3,5 m breit
- Kabine (鉾胴 hokodō): 3,5 m lang, 3 m breit
- Basis (石持 ishimochi): 6 m lang
- Musiker-Galerie (囃子舞台 hayashi butai): 6 bis 10 m²
- Zieher (曳手 hikite): 40 bis 50 Personen
- Wagenleiter (音頭取 ondo-tori): 2 bis 4 Personen
- Aufpasser auf dem Dach (屋根方 yanegata): 4 Personen

Tragbare Schreine (舁山 kakiyama)
- Gewicht: 1,2 bis 1,6 Tonnen
- Träger: 14 bis 24 Personen

Anders als die üblichen Kakiyama haben der Iwato-yama (岩戸山), der Kita-Kannon-yama (北観音山) und der Minami-Kannon-yama (南観音山) dieselbe Struktur wie die Prunkwagen. Sie werden daher gezogen statt getragen.

### Die teilnehmenden Prunkwagen und Schreine
(Quelle: )
Erster Umzug
- Naginata-hoko (長刀鉾)
- Kanko-hoko (函谷鉾)
- Kikusui-hoko (菊水鉾)
- Tsuki-hoko (月鉾)
- Niwatori-hoko (鶏鉾)
- Iwato-yama (岩戸山)
- Fune-hoko (船鉾)
- Yamabushi-yama (山伏山)
- Mōsō-yama (孟宗山)
- Taishi-yama (太子山)
- Kakkyo-yama (郭巨山)
- Hoshō-yama (保昌山)
- Aburatenjin-yama (油天神山)
- Shijōkasa-hoko (四条笠鉾)
- Tōrō-yama (蟷螂山)
- Hakuga-yama (伯牙山)
- Tokusa-yama (木賊山)
- Araretenjin-yama (霰天神山)
- Hakurakuten-yama (白楽天山)
- Ashikari-yama (蘆刈山)
- Urade-yama (占出山)
- Ayagasa-hoko (綾笠鉾)

Zweiter Umzug
- Kitakannon-yama (北観音山)
- Minamikannon-yama (南観音山)
- Hashibenkei-yama (橋弁慶鉾)
- Ennogyoja-yama (役行者山)
- Koi-yama (鯉山)
- Hachiman-yama (八幡山)
- Suzuka-yama (鈴鹿山)
- Kuronushi-yama (黒主山)
- Jōmyō-yama (浄妙山)
- Ōfune-hoko (大船鉾)

## UNESCO-Kulturerbe
2016 wurde die Veranstaltung als Teil von Yama, Hoko, Yatai, Festwagenumzüge in Japan von der UNESCO in die Repräsentative Liste des immateriellen Kulturerbes der Menschheit aufgenommen.